# 神戸市立横尾小学校
神戸市立横尾小学校（こうべしりつ よこおしょうがっこう）は、兵庫県神戸市須磨区横尾5丁目にある公立小学校。

## 概要
1979年に開校。1987年（昭和62年）には児童数が1500人を超えるマンモス校になった。

## 沿革
- 1979年（昭和54年）
  - 4月1日 - 神戸市立妙法寺小学校より分離開校
  - 5月27日 - 校章制定。
  - 10月25日 - 校歌制定。

## 教育目標
- 心豊かに支え合い 高め合う子ども 自他を認め合う、人間性豊かな共生の心を育む教育

## 通学区域
- 神戸市須磨区[2]
  - 横尾1～8丁目、横尾9丁目[3]

## 交通アクセス
- 神戸市営地下鉄西神・山手線 妙法寺駅より
- 神戸市バス 75系統「横尾小学校前」より

## 校区内の主な施設など
- 横尾山
- 神戸市立横尾中学校（進学先中学校）
- 神戸横尾郵便局
- リファーレ横尾

## 通学区域が隣接している学校
- 神戸市立妙法寺小学校
- 神戸市立多井畑小学校
- 神戸市立北須磨小学校
- 神戸市立東須磨小学校